# Saint-Vincent-de-Lamontjoie
Saint-Vincent-de-Lamontjoie (okzitanisch: Sent Vincenç de la Montjòia) ist eine französische Gemeinde mit 226 Einwohnern (Stand: 1. Januar 2022) im Département Lot-et-Garonne in der Region Nouvelle-Aquitaine. Sie gehört zum Arrondissement Nérac und zum 2016 gegründeten Kommunalverband Albret Communauté. Die Einwohner werden Vincentmontjouais genannt.

## Geografie
Saint-Vincent-de-Lamontjoie liegt 19 Kilometer südwestlich der Stadt Agen. Nachbargemeinden von Saint-Vincent-de-Lamontjoie sind Laplume im Norden und Osten, Lamontjoie im Süden und Südosten, Nomdieu im Westen und Südwesten sowie Saumont im Nordwesten.

## Bevölkerungsentwicklung
| Jahr                      | 1962 | 1968 | 1975 | 1982 | 1990 | 1999 | 2006 | 2011 | 2016 |
| Einwohner                 | 299  | 277  | 245  | 216  | 189  | 197  | 235  | 257  | 252  |
| Quelle: Cassini und INSEE |      |      |      |      |      |      |      |      |      |

## Sehenswürdigkeiten
- Kirche Saint-Vincent von 1863 mit Glockenturm und Westfassade des Vorgängerbaus aus dem 12. Jahrhundert[3]
- Kirche Saint-Hilaire in Saint-Lary, erste Hälfte des 16. Jahrhunderts[4]
- Kirche Saint-Arnaud in Bonnefond, erste Hälfte des 16. Jahrhunderts[5]
- Château de Marin, ab dem 13. Jahrhundert[6]
- Château de Saint-Lary, 17. Jahrhundert[7]
- Manoir de La Prade, 17. Jahrhundert, mit Taubenturm[8]
- Manoir de Péboué, 17. Jahrhundert[9]
- Maison forte de Marthet, 14. Jahrhundert[10]

## Belege
1. ↑  Saint-Vincent-de-Lamontjoie auf cassini.ehess.fr
2. ↑  Saint-Vincent-de-Lamontjoie auf insee.fr
3. ↑  Église paroissiale Saint-Vincent in der Base Mérimée des französischen Kulturministeriums (französisch)
4. ↑  Église paroissiale Saint-Hilaire in der Base Mérimée des französischen Kulturministeriums (französisch)
5. ↑  Église paroissiale Saint-Arnaud in der Base Mérimée des französischen Kulturministeriums (französisch)
6. ↑  Château de Marin in der Base Mérimée des französischen Kulturministeriums (französisch)
7. ↑  Château de Saint-Lary in der Base Mérimée des französischen Kulturministeriums (französisch)
8. ↑  Manoir de La Prade in der Base Mérimée des französischen Kulturministeriums (französisch)
9. ↑  Manoir de Péboué in der Base Mérimée des französischen Kulturministeriums (französisch)
10. ↑  Maison forte de Marthet in der Base Mérimée des französischen Kulturministeriums (französisch)